# Palácio de Bensberg

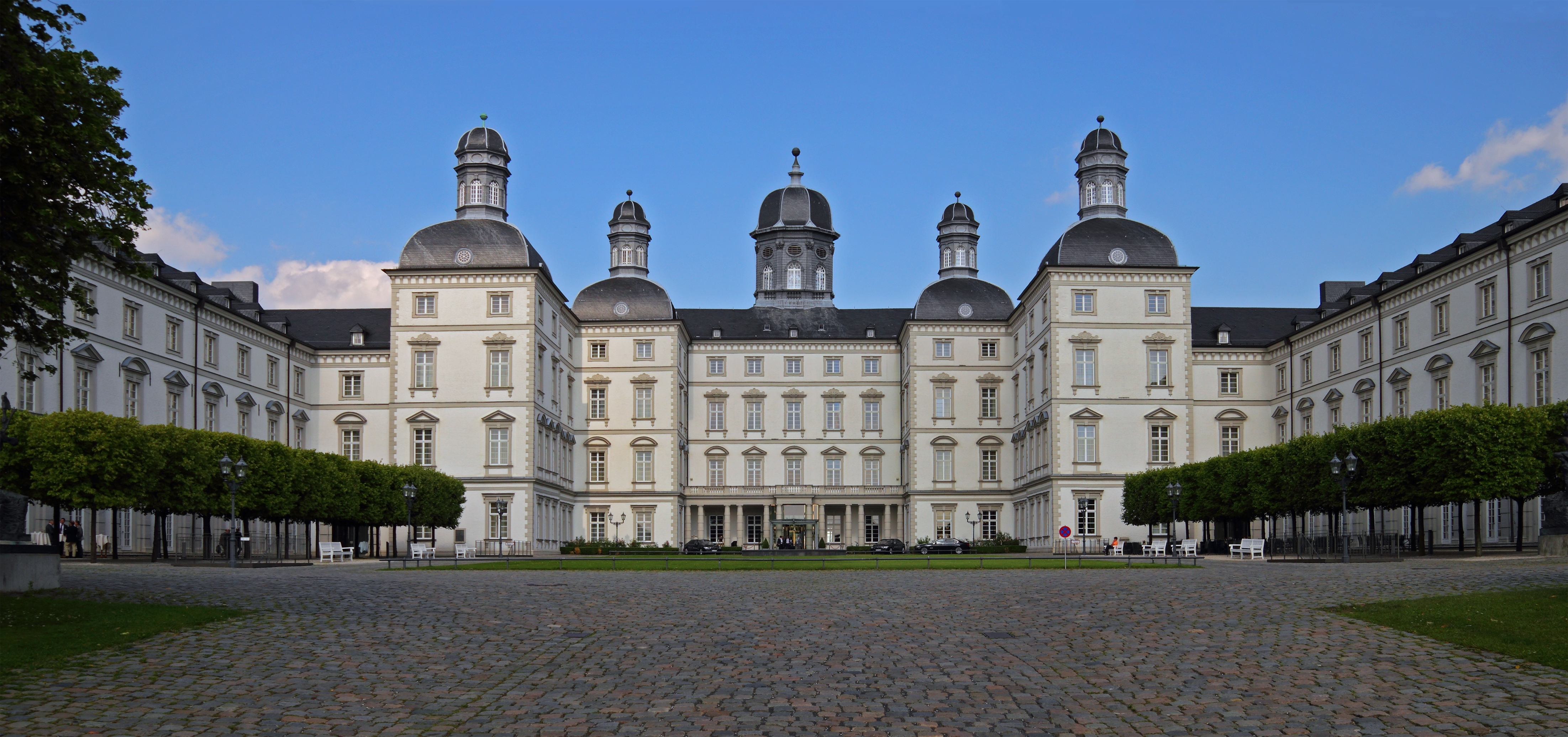
Fachada do Palácio de Bensberga.

Bensberga (em alemão: Schloss Bensberg) é um palácio alemão situado no bairro de Bensberga da cidade de Bergisch Gladbach, a capital do distrito de Rheinisch-Bergischer Kreis, no estado do Renânia do Norte-Vestfália.

## História

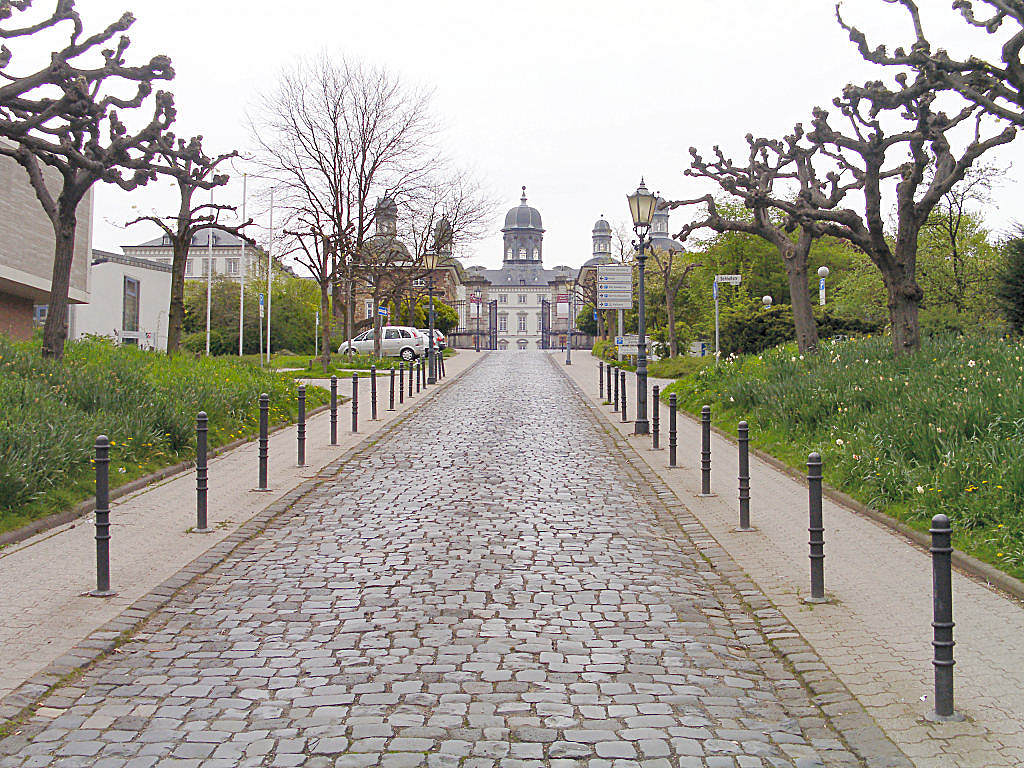
O Palácio de Bensberga visto da alameda de acesso.

O Duque João Guilherme II (na linguagem popular: "Jan Wellem") governou como Duque de Jülich e Berg entre 1679 e 1716. João Guilherme seguiu, em 1690, o seu pai, Filipe Guilherme, como 18º Príncipe-eleitor do Eleitorado do Palatinado. No Outono, mudava a sua residência do Palácio de Düsseldorf para Bensberga a fim de poder caçar. O adjacente Königsforst era o seu terreno de caça favorito. A segunda esposa de João Guilherme, Ana Maria Luisa, filha do Grão-duque da Toscânia, gostava muito da imagem da Castelo de Bensberga sobre a paisagem montanhosa, a qual lhe recordava a sua Toscânia natal. Provavelmente, a sua esposa foi responsável pela encomenda que o duque fez, em 1703, ao Conde Matteo d'Alberti no sentido de construir um novo palácio em estilo Barroco. Até 1711, o arquitecto militar veneziano criou um magnífico pavilhão de caça na linha do Palácio de Schönbrunn. O eixo central dos edifícios é exactamente a Kölner Dom. Para os trabalhos de arquitectura interiores, o príncipe-eleitor contou com artistas renomados, como Antonio Belluci, Antonio Pellegrini, Jan Weenix e Domenico Zanetti. 
João Guilherme não chegou a ver a conclusão do seu palácio de caça de representação. Quando ele faleceu, em 1716, já estava assinalado o declínio do principesco palácio. Os governantes seguintes residiriam mais no Eleitorado do Palatinado que no Ducado de Berg, tendo visitado o Palácio de Bensberga muito raramente.

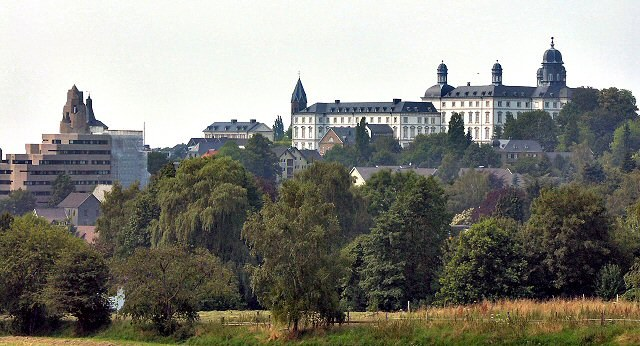
Vista geral do Palácio de Bensberga.

Goethe, quando visitou o palácio, em 1774, escreveu ao seu companheiro Johann Georg Jacobi no seu diário: "Palácio e aldeia estão num alto monte, totalmente rodeados por muitas milhas de florestas, campos e charnecas, com uma vista, à distância, do Reno e das famosas Siebengebirge (Sete Montanhas). (...) Penso, então que os deuses, quando instalados numa nuvem prateada a beber o seu néctar, estão esquecidos de metade da terra!". Goethe escreveu, ainda, no seu 14º livro de poesia e verdade: "(...) Marcante é uma viagem ao pavilhão de caça e Bensberga, localizado no lado direito do Reno, usufruindo a bela vista. Quanto a mim, arrebatador sob todas as dimensões, as paredes foram decoradas por Weenix (...)".
No período seguinte, a estrutura serviu para uma grande diversidade de efeitos: entre 1819 e 1832 foi lazareto e farmácia; entre 1840 e 1918 serviu de Escola de Cadetes  prússia e, depois, de quartel; de 1935 a 1945, os nacional socialistas dirigiram lá um Instituto Nacional de Educação Política (Nationalpolitischen Erziehungsanstalt - NPEA); em 1945 passou a ser utilizado pelas forças ocupantes americanas e inglesas e, a partir de 1946, pelas belgas; fnalmente, entre 1965 e 1989 serviu como sede da escola belga Koninklijk Atheneum Bensberg.
Em 1997, o antigo palácio de caça foi totalmente restaurado, passando a acolher um grande hotel de cinco estrelas que faz parte da prestigiada organização The Leading Hotels of the World. O complexo inclui três restaurantes (contando com o grande cozinheiro Joachim Wissler), um Wellnessclub e uma joalharia.
No Palácio de Bensberga também se organizam grandes eventos, como a cerimónia anual para entrega do Grimme Online Award, ali realizada entre 2002 e 2005. Durante o Campeonato do Mundo de Futebol de 2006, o Palácio de Bensberga foi a sede da equipa nacional da Coreia do Sul.
As Cenas de Caça (Jagdszenen) de Jan Weenix encontram-se agora na Colecção de Pintura do Estado da Baviera (Bayerische Staatsgemäldesammlung). Tapeçarias de seda e outras pinturas estão no Palácio de Augustusburgo, em Brühl.